# プディング・ミル・レーン駅
プディング・ミル・レーン駅（Pudding Mill Lane station）は、イースト・ロンドンにあるドックランズ・ライト・レイルウェイ (DLR) の鉄道駅である。この駅は駅名と同じ名前の道路がある軽工業地域に位置している。
この駅はストラトフォード支線上にあり、ボウ・チャーチ駅とストラトフォード駅間にある。トラベルカード・ゾーンは2と3の境界に属している。

## 歴史
1996年1月15日開業。この駅はDLRが誕生したときから、当駅とラングドン・パーク駅の今後の発展が保護されていた。
駅名はプディング・ミル・レーンの近くを流れていたプディング・ミル川(今のリー川の支流)にちなんでつけられた。これはセント・トーマズ・ミル(St. Thomas's Mill)から取られた名前で、地元の水車小屋(water mill)はプディングの形に似ていて、一般にはプディング・ミルとして知られている。.

## 旅客数

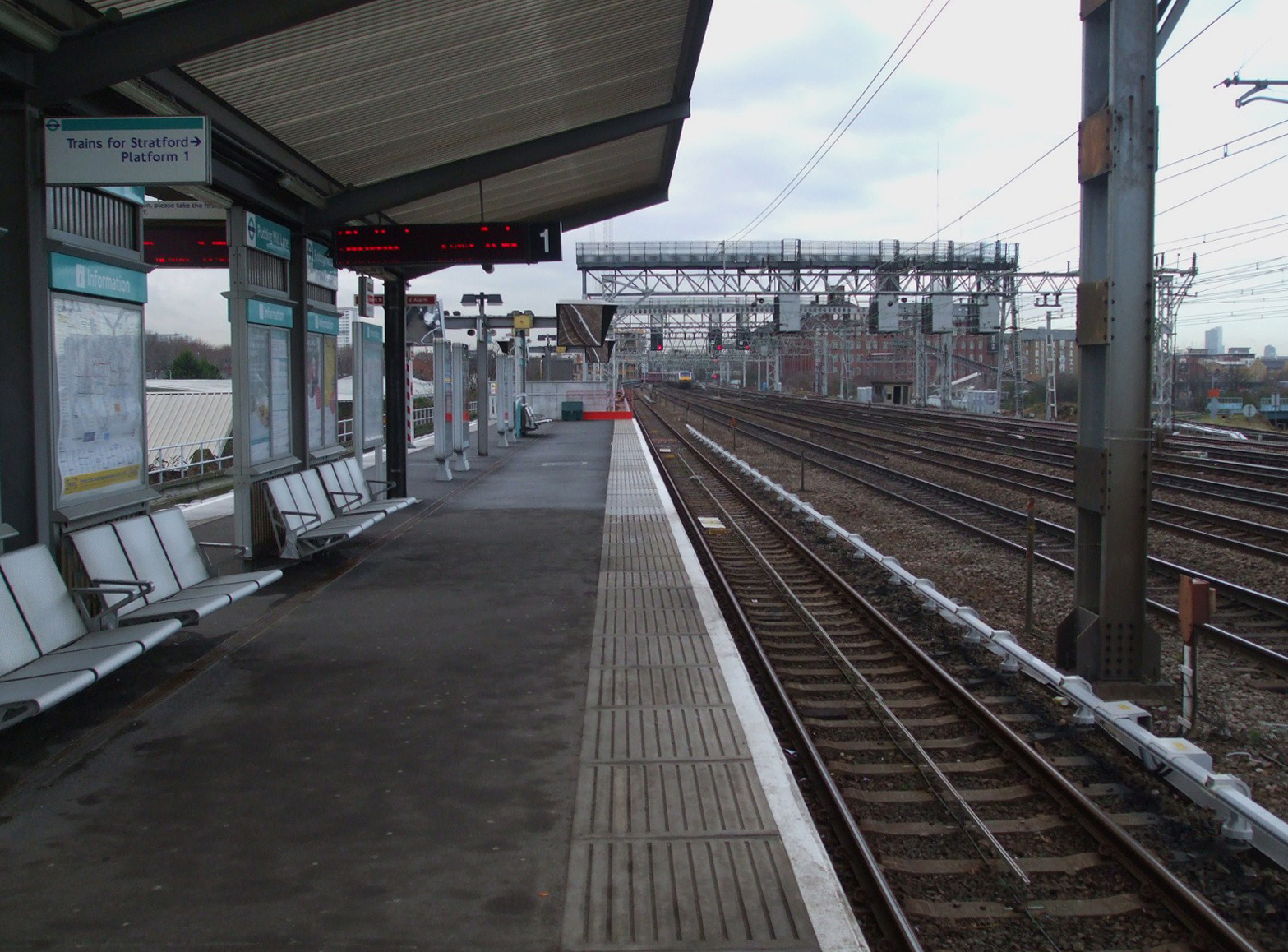
プディング・ミル・レーン駅の島式ホーム

この駅は主要な輸送機関のハブではなく、ラッシュの間もかなりの人が乗降している。これは、広告目的の唯一のジョークであった。現在、主な建設工事は地域で進行中である。 
2007年7月以降、オリンピック会場の開発のため多くの道路が閉鎖されている。これらは、この地域での主要な動脈であるマーシュゲート・レーン(プディング・ミル・レーン行き)も含まれる。

## 将来
- 現在、2010年から3両編成に対応するプラットホームに拡張することが計画されている。
- クロスレイルの建設には駅全体の取り壊しが必要であり、交換用の新しい短い高架橋を南へ伸ばして、現在の駅の場所はクロスレイルのトンネル入口に設置する予定である。

## 隣の駅
ロンドン交通局
■ドックランズ・ライト・レイルウェイ
ボウ・チャーチ駅 - プディング・ミル・レーン駅 - ストラトフォード駅(終点)